# Newcleus
Newcleus est un groupe américain d'electro et de hip-hop old-school, originaire de Brooklyn, dans l'État de New York. Notoire au début des années 1980, le groupe est principalement connu pour son single Jam-On's Revenge, plus tard réédité sous le titre de Jam on Revenge (The Wikki-Wikki Song) en 1983, puis Jam on It en 1984.

## Biographie
Le groupe est initialement fondé sous le nom de Jam-On Productions en 1977 à Brooklyn, dans l'État de New York, par Ben « Cozmo D » Cenac, sa cousine Monique Angevin, et son frère Pete, à cette période tous adolescents et lycéens. Chacun des membres, MCs et DJs compris, se produisent dans les block parties aux alentours de Brooklyn, et le groupe se compose dès 1979 de Cenac, sa future épouse Yvette Lady E Cook, Monique Angevin, et de son futur époux, Bob Chilly B Crafton. Le quartet se renomme Newcleus et enregistre Jam-On's Revenge, un classique des soirées hip-hop, où les voix sont accélérées pour ressembler à celle d'Alvin et des Chipmunks. Impressionné par le résultat, le producteur Joe Webb décide de distribuer le titre en 1983 au label Mayhew Records. Largement popularisée, la chanson devient connue sous le nom non-officiel de the Wikki-Wikki song (d'après le refrain) ; plus tard réédité au label Sunnyview, la chanson est renommée Jam On Revenge (The Wikki-Wikki Song). Le single atteint le top 40 des chansons RnB au classement Billboard en 1983, et son successeur, Jam on It, atteint le top 10 et stagne au top 100, où il atteint la 56e place. Le single Computer Age (Push the Button) est un autre single, plus sérieux, qui atteint le R&B Top 40.
Newcleus publie son premier album, Jam on Revenge, le 8 septembre 1984, une déception selon la presse spécialisée, qui atteint la 93e place du Billboard 200. Un an plus tard, en 1985, ils publient leur second album, Space Is the Place qui atteint la 43e place des R&B Albums. Sans single similaire à Jam On Revenge ou Computer Age pour remonter la pente, et changeant de direction musicale pour une approche plus rock à la Run-D.M.C., Newcleus est rapidement oublié du public. Chilly B succombe à un accident vasculaire cérébral le 23 février 2010,.

## Discographie

### Albums studio
- 1984 : Jam on Revenge
- 1985 : Space Is the Place

### Compilations
- 1990 : Jam on This
- 1994 : The Next Generation
- 1997 : Jam for the 90's
- 1997 : The Next Generation
- 1997 : Jam on This!: The Best of Newcleus
- 2004 : Destination: Earth - The Definitive Newcleus Recordings
- 2006 : Newcleus Classic Double Pack